# 뉴캐슬 (뉴사우스웨일스주)
뉴캐슬(New Castle)은 오스트레일리아 뉴사우스웨일스주 일대의 공업 중심지로서, 후배지(後背地)엔 풍부한 석탄자원이 있어 대제철소가 발달하였으며, 시드니 남쪽에 있는 포트 켐블라와 함께 이 나라의 공업화를 담당하고 있다. 헌터 강 어귀 태평양에 면해 있다. 시 인구는 2006년을 기준으로 약 29만명이다. 시드니로부터 북쪽으로 약 160km 떨어져 있다.

## 개요
도시권 인구는 485,100명(2001년 인구조사)으로 호주에서 여섯 번째, 뉴사우스웨일스주에서는 시드니 다음으로 인구가 많은 도시이다. 도시 지역은 뉴캐슬과 맥쿼리 호수의 두가지 시의회의 관할 지역으로 분류 된다. 동일 도시권을 중심으로 뉴사우스 웨일즈 헌터 지역이 설정되고, 이 지역의 행정, 경제, 교통의 중심이 되고 있다. 뉴카슬은 그레이터 뉴카슬 지역의 허브로 뉴카슬시, 레이크 매쿼리 시, 세스낙 시, 메잇랜드 시, 포트 스테판시를 포함하고있다.
1989년 12월 28일에는 호주 사상 최대의 지진(뉴캐슬 지진)이 일어나 막대한 피해를 냈다. 2007년 6월 8일은 온대저기압에 의한 폭풍으로 사망자 9 명, 하천의 범람, 침수, 유조선의 좌초가 발생했다.

## 지리
뉴캐슬은 헌터 강 남안 어귀에 위치하고 있다. 북쪽으로는 사구, 늪, 강의 지류가 많다.

### 날씨
| 뉴캐슬의 기후               | 뉴캐슬의 기후 | 뉴캐슬의 기후 | 뉴캐슬의 기후 | 뉴캐슬의 기후 | 뉴캐슬의 기후 | 뉴캐슬의 기후 | 뉴캐슬의 기후 | 뉴캐슬의 기후 | 뉴캐슬의 기후 | 뉴캐슬의 기후 | 뉴캐슬의 기후 | 뉴캐슬의 기후 | 뉴캐슬의 기후   |
| 월                          | 1월           | 2월           | 3월           | 4월           | 5월           | 6월           | 7월           | 8월           | 9월           | 10월          | 11월          | 12월          | 연간            |
| --------------------------- | ------------- | ------------- | ------------- | ------------- | ------------- | ------------- | ------------- | ------------- | ------------- | ------------- | ------------- | ------------- | --------------- |
| 역대 최고 기온 °C (°F)      | 41.4 (106.5)  | 40.9 (105.6)  | 39.0 (102.2)  | 36.8 (98.2)   | 28.5 (83.3)   | 26.1 (79.0)   | 26.3 (79.3)   | 29.9 (85.8)   | 34.4 (93.9)   | 36.7 (98.1)   | 41.0 (105.8)  | 42.0 (107.6)  | 42.0 (107.6)    |
| 일평균 최고 기온 °C (°F)    | 25.5 (77.9)   | 25.4 (77.7)   | 24.7 (76.5)   | 22.8 (73.0)   | 20.0 (68.0)   | 17.5 (63.5)   | 16.7 (62.1)   | 18.0 (64.4)   | 20.2 (68.4)   | 22.1 (71.8)   | 23.5 (74.3)   | 24.9 (76.8)   | 21.8 (71.2)     |
| 일평균 최저 기온 °C (°F)    | 19.2 (66.6)   | 19.3 (66.7)   | 18.2 (64.8)   | 15.3 (59.5)   | 12.0 (53.6)   | 9.7 (49.5)    | 8.4 (47.1)    | 9.2 (48.6)    | 11.4 (52.5)   | 14.0 (57.2)   | 16.1 (61.0)   | 18.0 (64.4)   | 14.2 (57.6)     |
| 역대 최저 기온 °C (°F)      | 12.0 (53.6)   | 10.3 (50.5)   | 11.1 (52.0)   | 7.4 (45.3)    | 4.7 (40.5)    | 3.0 (37.4)    | 1.8 (35.2)    | 3.3 (37.9)    | 5.0 (41.0)    | 6.5 (43.7)    | 7.2 (45.0)    | 11.0 (51.8)   | 1.8 (35.2)      |
| 평균 강수량 mm (인치)       | 89.5 (3.52)   | 108.0 (4.25)  | 120.8 (4.76)  | 116.6 (4.59)  | 117.4 (4.62)  | 117.4 (4.62)  | 94.9 (3.74)   | 74.8 (2.94)   | 73.5 (2.89)   | 73.3 (2.89)   | 70.4 (2.77)   | 81.5 (3.21)   | 1,139.5 (44.86) |
| 출처: Bureau of Meteorology |               |               |               |               |               |               |               |               |               |               |               |               |                 |

## 산업
주요 산업은 탄광과 조선이다. 헌터 지역은 와인의 산지로서 세계적으로 유명하다.

## 교통
도시의 항구는 석탄 수출항으로서 중요하다. 공항은 민군 공용으로 사용되는 윌리엄 타운 공항(IATA공항 코드: NTL)가 있다. 철도화물 도착 시간(시드니까지는 1 시간 간격)에 맞춰 여객 운송을 제공하고 있다. 고속 버스 정차하며, 노선 버스, 소규모 페리가 도시 교통을 운행한다.

## 교육
- 뉴캐슬대학교 (오스트레일리아)

## 스포츠
뉴캐슬에 연고를 둔 전국 최고 리그에 출전하는 팀은 다음과 같다.
- 럭비 리그: 뉴캐슬 나이츠(홈 구장 : 에너지 오스트레일리아 경기장)
- 축구 A 리그: 뉴캐슬 유나이티드 제트 FC(홈 구장 :에너지 오스트레일리아)
- 네트볼: ANZ 우승 : 뉴사우스 스위프츠(홈 게임의 대다수는 시드니에서 진행되는 이 몇 경기를 뉴캐슬 엔터테인먼트 센터에서 개최)

## 자매도시
- 영국 뉴캐슬어폰타인
- 일본 야마구치현 우베시
- 대한민국 경상북도 포항시
- 미국 캘리포니아주 아케이디아

## 참고 문헌
- 이 문서에는 다음커뮤니케이션(현 카카오)에서 GFDL 또는 CC-SA 라이선스로 배포한 글로벌 세계대백과사전의 내용을 기초로 작성된 글이 포함되어 있습니다.